# Luaka Bop
La Luaka Bop è un'etichetta discografica statunitense fondata da David Byrne, leader del gruppo musicale new wave Talking Heads nel 1988 a New York.
Byrne creò la sua etichetta per produrre e pubblicare sonorità e artisti che altrimenti non avrebbero trovato spazio nella discografia classica. Categorizzata dalla critica come un'etichetta dedita alla world music, le pubblicazioni legate inizialmente al movimento tropicalista, per poi espandersi verso la musica proveniente dall'Africa e dal Sud America, la musica psichedelica, il funk, il folk e il gospel.
Distribuita inizialmente dalla Warner, a partire dal 2006 è diventata un'etichetta indipendente.
Nota anche per la particolarità di aver riscoperto artisti dimenticati o passati inosservati, come accaduto per esempio con il nigeriano William Onyeabor, ha prodotto diverse compilation di genere, tra cui le serie Brazil Classics, Cuba Classics, Asia Classics, Adventures in Afropea, Afro-Peruvian Classics, World Psychedelic Classics e World Spiritually Classics. Tra gli artisti di cui ha invece curato le pubblicazioni ci sono invece gli Os Mutantes, Floating Points, i Cornershop, Alice Coltrane e Moreno Veloso. La produzione dell'etichetta ha riscosso ottimi pareri da parte della critica musicale.

## Artisti
Tra i più noti artisti che hanno pubblicato per la Luaka Bop ci sono:
- The +2's
- Alice Coltrane
- A.R. Kane
- Bloque
- Bremer/McCoy
- Bright Moments
- Clinton
- Cornershop
- David Byrne
- Delicate Steve
- DjurDjura
- Domenico Lancellotti
- Doug Hream Blunt
- Floating Points
- Geggy Tah
- Janka Nabay and the Bubu Gang
- Javelin
- Jim White
- John Panduranga Henderson
- Kassin
- King Changó
- Kings Go Forth
- Los Amigos Invisibles
- Los de Abajo
- Márcio Local
- Mimi Goese
- Moreno Veloso
- Nouvelle Vague
- Os Mutantes
- Paulo Bragança
- Pharoah Sanders
- Preacherman
- Shoukichi Kina
- Shuggie Otis
- Si*Sé
- Silvio Rodríguez
- Susana Baca
- The Terror Pigeon Dance Revolt!
- Tim Maia
- Tom Zé
- Vijaya Anand
- Waldemar Bastos
- William Onyeabor
- Yoñlu
- Zap Mama